# Plumeria
Plumeria Tourn. ex L., 1753 è un genere di piante della famiglia delle Apocinacee, originario dell'America tropicale.

## Descrizione
Il genere comprende arbusti o alberelli anche di notevole dimensioni, a foglie caduche o persistenti, con fusto inizialmente carnoso che diventa legnoso con il tempo; i rami, carnosi, sono poco numerosi; le foglie grandi, lanceolate, oblunghe appuntite, sono di colore verde più o meno intenso a seconda della specie; i fiori sono profumati, grandi, riuniti in cime terminali, portanti anche una cinquantina di fiori con 5-6 petali, di colore bianco, crema, rosa, rosso e giallo, sfumati al centro con vari colori. Produce grosse bacche, che come i frutti di moltissime specie della famiglia sono fortemente tossiche.

## Distribuzione e habitat
Il genere è originario della America tropicale, dal Messico al Venezuela, ai Caraibi; alcune specie sono state introdotte e si sono diffuse in gran parte dei paesi a clima tropicale o subtropicale dell'Asia, in particolare in Australia e alle Hawaii.
È ampiamente coltivata anche in Sicilia (fu introdotta a Palermo nel 1822), il cui clima si presta sia alla coltivazione in terreno che in vaso.

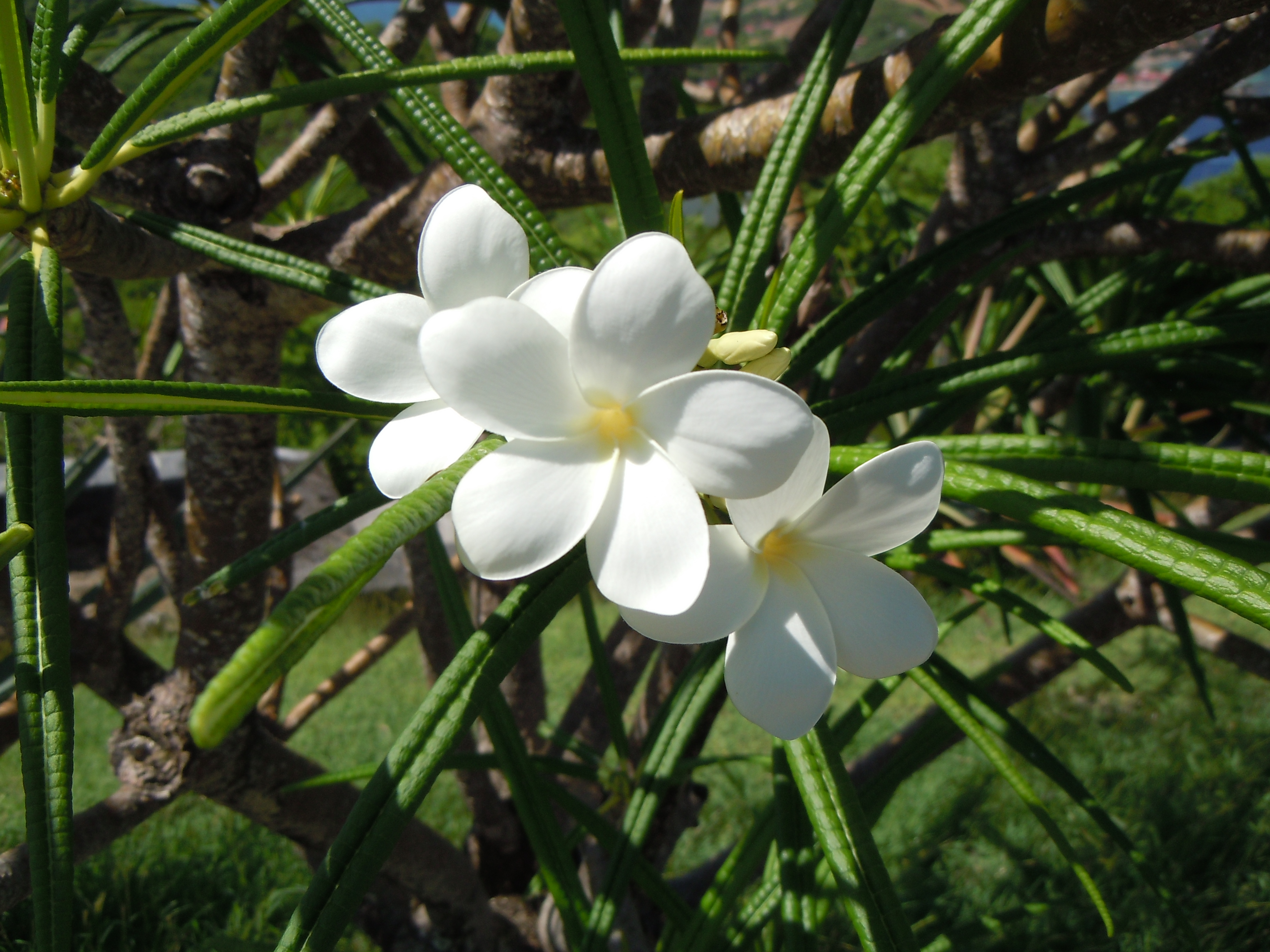
Plumeria alba (si notino le foglie sottili)

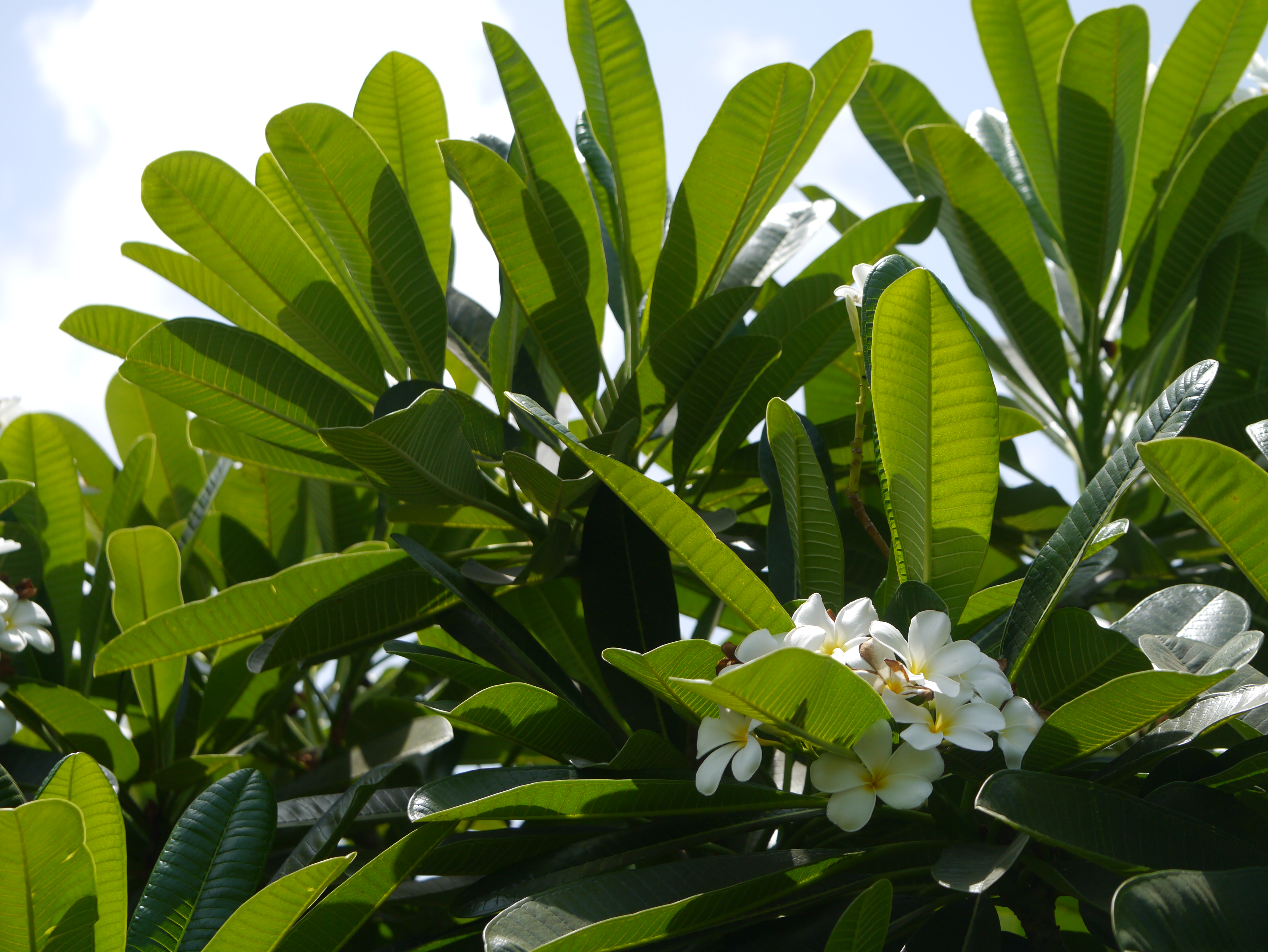
Plumeria obtusa (si notino le foglie arrotondate)

## Tassonomia
Il genere comprende le seguenti specie:
- Plumeria alba L.
- Plumeria clusioides Griseb.
- Plumeria cubensis Urb.
- Plumeria ekmanii Urb.
- Plumeria emarginata Griseb.
- Plumeria filifolia Griseb.
- Plumeria inodora Jacq.
- Plumeria krugii Urb.
- Plumeria lanata Britton
- Plumeria magna Zanoni & M.M.Mejía
- Plumeria montana Britton & P.Wilson
- Plumeria obtusa L.
- Plumeria pudica Jacq.
- Plumeria rubra L.
- Plumeria × stenopetala Urb.
- Plumeria subsessilis A.DC.
- Plumeria trinitensis Britton
- Plumeria tuberculata G.Lodd.
- Plumeria venosa Britton

## Usi
Le varie specie di Plumeria vengono utilizzate come piante ornamentali per la ricca fioritura estiva, coltivate in vaso ad alberello sui terrazzi; in Italia è diffusa la specie Plumeria rubra, con le sue numerose varietà, che si può coltivare in vaso nelle zone più miti della Sicilia, Liguria, regioni centro-meridionali ed è volgarmente chiamata frangipani (in Sicilia è nota con il nome di pomelia). Cresce spontaneamente su tutta l'isola di Creta dove viene utilizzata come pianta da siepe e al porto di Candia funge addirittura da recinzione.

## Coltivazione

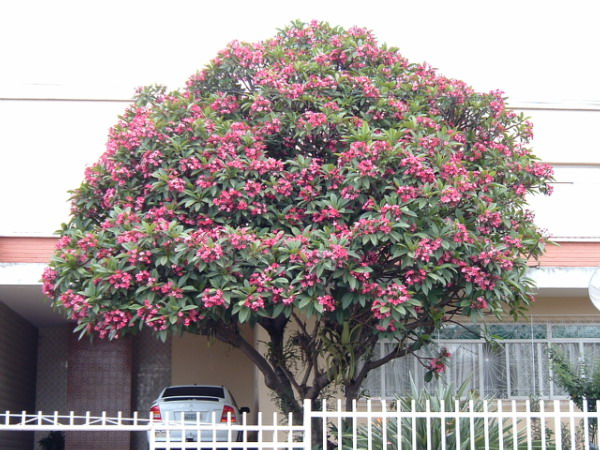
Plumeria rubra

Richiede esposizione soleggiata e riparata dai venti freddi e dall'umidità invernale, in estate devono essere protetti dalla eccessiva insolazione, mentre d'inverno, quando perdono le foglie e vanno in riposo vegetativo, vanno protette dal gelo ricoverandole in locale secco e a temperature non inferiori ai 15-16 °C, in Sicilia le gemme apicali delle piante lasciate all'aperto vengono protette dall'umidità ricoprendole con gusci d'uovo in quanto marciscono facilmente in presenza di umidità; si adatta bene agli ambienti salmastri.
Usare terriccio universale fertile, leggero ben drenato, addizionato di torba con sabbia o altro materiale inerte e poroso.
Annaffiature regolari e controllate nel periodo vegetativo, che va da maggio a settembre, evitando il ristagno o gli eccessi idrici che provocano irrimediabilmente fenomeni di marciume, nei periodi torridi spruzzare frequentemente la chioma; nel periodo di riposo vegetativo sospendere le annaffiature, soprattutto per gli esemplari riparati in luoghi chiusi ombreggiati, per ottenere una buona maturazione degli steli con una fioritura abbondante nella primavera successiva. 

Concimare regolarmente 2 volte al mese, utilizzando un fertilizzante liquido a basso titolo di azoto, miscelato all'acqua delle annaffiature.
La semina, utilizzata per ottenere nuove varietà, va effettuata in tarda primavera con i semi freschi, le piante così prodotte non fioriscono prima di 3-4 anni; la moltiplicazione agamica avviene per talea semilegnosa in primavera, avendo l'accortezza di far asciugare il taglio per una dozzina di giorni, prima di essere interrate in un composto di torba e sabbia o perlite, fresco e ben drenato senza eccedere con le annaffiature; porre attenzione al lattice tossico che fuoriesce dal taglio della porzione di ramo.
Un aspetto molto importante da tenere presente quando si decide il tipo di propagazione da adottare è che la moltiplicazione per seme implica una variabilità genetica, quindi non si ha in alcun modo la certezza che la pianta che nascerà sia uguale alla pianta madre. Pertanto, considerando il lungo periodo di attesa per ottenere finalmente la tanto sospirata fioritura, se non si è certi della provenienza del seme o se si vuole ottenere una pianta identica ad esempio a quella che coltiviamo nel nostro giardino, è meglio optare per la moltiplicazione per talea.

## Avversità
- Insetti
  - Emitteri:
    - Cocciniglie - attaccano rami, foglie e fiori, ricoprendoli di dense croste di follicoli pluristratificati.
    - Mosca bianca - adulti e neanidi dell'emittero Trialeurodes vaporariorum di origine tropicale, infesta le foglie in dense colonie

  - Tripidi:
    - Tripide - l'attacco di Frankliniella occidentalis provoca seri danni alle foglie

  - Ditteri
    - Mosca minatrice - le larve di Phytomyza stricornis provocano le tipiche mine fogliari.
- Acari:
  - Ragnetto rosso - i Tetranichidi possono infestare in gran numero foglie e fusti provocando punteggiature chiare poi ingiallimento e morte della lamina fogliare
- Funghi:
  - Marciume radicale- causato dal genere Pythium favorito dal ristagno idrico, in special modo nel periodo di riposo vegetativo o durante la moltiplicazione per talea
  - Antracnosi - i generi Cercospora e Colletotrichum provocano il decadimento dei getti terminali colpiti, con successiva comparsa di fessurazioni da cui fuoriescono i corpi fruttiferi dei patogeni, sotto forma di piccoli ammassi gelatinosi
  - Ruggine - il genere Colcosporium provoca sulle parti aeree piccole pustole brunastre

## Nelle arti
La Plumeria (comunemente conosciuta come Pomelia) ha ispirato la composizione Pomelie - Miniatura per due chitarre del compositore franco-austriaco Carlo Francesco Defranceschi, dedicata al Duo Imbesi Zangarà (Carmelo Imbesi e Carmen Zangarà). L'incisione dell'opera è stata pubblicata nel 2021 dall'etichetta discografica Classical Music 3.0, e la partitura è stata edita lo stesso anno dalla casa editrice Rugginenti Classica.